# Sancta Crux
Sancta Crux – Zeitschrift des Stiftes Heiligenkreuz ist das seit 1926 erscheinende Jahrbuch des Zisterzienserstiftes Heiligenkreuz.

## Geschichte
Die Sancta Crux ist als Initiative eines Kreises von jungen Heiligenkreuzer Mitbrüdern im Jahr 1926 gegründet worden. Anfangs erschien sie sporadisch, mit bis zu vier achtzehnseitigen Heften im Jahr. Pater Karl Braunstorfer zeichnete für die Redaktion zuständig, der Druck wurde vom Juniorat des Stiftes Heiligenkreuz bewältigt. Die Zeitschrift bestand aus Berichten aus dem Leben im Kloster, Beiträgen zur Hausgeschichte, Nachrichten vom Gesamtorden, monastischer Hagiographie, Gedichten, Stimmungsbildern, Erlebnissen und sogar Rätseln. Der Ton der Beiträge ist in der Anfangszeit ausgesprochen jugendlich und schülerorientiert. Allerdings zeigt sich der Ernst der Mitarbeiter immer wieder, etwa in der graphischen Gestaltung der Titelgraphik im Jahr 1929, in der ein Davidstern über dem Christusmonogramm als Dachmuster auf der Stiftskirche dargestellt wird. Der Davidstern erscheint auf vielen darauffolgenden Ausgaben, zuletzt im Jahr 1933.
Die Jahrgänge 1926–1933 sind lediglich im Stiftsarchiv und der Stiftsbibliothek von Heiligenkreuz erhalten; sie sind nie in den Buchhandel gelangt. Sie enthalten wertvolle Angaben über das Geschehen im Stift (vor allem Knabenkonvikt und Klerikat), in der Erzdiözese Wien und im Zisterzienserorden. Nicht zuletzt dokumentieren sie ein ausgeprägtes Interesse der Klosterjugend in der Zwischenkriegszeit für Monastica und Sancrucensia, die auf die Förderung durch Abt Gregor Pöck und Novizenmeister P. Karl Braunstorfer zurückzuführen ist.
Während der Kriegsjahre 1939–1949 ist die Zeitschrift nicht erschienen. Als sie wieder im Jahr 1949 ins Leben gerufen wurde, hatte die Zeitschrift ein etwas anderes Profil; schließlich war der Redakteur der Anfangszeit inzwischen zum Abt avanciert. Abt Karl Braunstorfer hatte drei Leserschaften vor Augen, denen er über langfristige Abonnentenzeitspannen dienen wollte. Monastica sollte junge Mitbrüder nach den Idealen des Cistercienserordens formen. Berichte aus den inkorporierten Pfarrgemeinden des Stiftes förderten den Zusammenhalt zwischen Mitbrüdern auf den Pfarren und denen im Kloster. Drittens sollte die Zeitschrift eine regelmäßige spirituelle Anregungen für die Gebetsgemeinschaft der Freunde des Heiligen Kreuzes sein. Alle drei Gruppen interessierten sich freilich für Beiträge zur Hausgeschichte, die in den Seiten der Zeitschrift regelmäßig erscheinen.
Die Zeitschrift ist, in ihrem bisherigen Gesamtumfang gesehen, eine der wertvollsten Publikationen zur Geschichte des Stiftes. Sie liefert Beiträge zu allen Epochen der Hausgeschichte und bietet in vielen Fragen die einzige Literatur zur Geschichte des Stiftes Heiligenkreuz.